# Calle de la Marina (San Sebastián)
La calle de la Marina es una vía pública de la ciudad española de San Sebastián.

## Descripción
La vía, que ostenta el título actual desde septiembre de 1866, nace de la calle de Zubieta y discurre hasta llegar a la de San Bartolomé, con cruce a medio camino con la de San Martín. Aparece descrita en Las calles de San Sebastián (1916) de Serapio Múgica Zufiria con las siguientes palabras:

Calle de la Marina.—Por acuerdo de 12 de Septiembre de 1866, se dió este nombre a una de las que arrancan de la Calle de Zubieta y van a terminar al pie del cerro de San Bartolomé, por cuyas faldas va extendiéndose y desparramándose la población, no pudiendo caber ya en el recinto antes urbanizado.

La denominación «Calle de la Marina» responde a la importancia que en todos tiempos, desde los primeros días de su historia, ha tenido para San Sebastián el elemento marítimo, ya fomentando la actividad mercantil y la construcción de buques, ya atrayendo multitud de gentes que ansían gozar de los bienes del Cantábrico en la época de los calores.
(Múgica Zufiria, 1916, p. 71)